# Desmostylus hesperus
O Desmostylus hesperus é um mamífero marinho que viveu no Pacífico sul da Costa Rica entre sete e cinco milhões de anos atrás. Era um animal forte, parecido com um urso polar, medindo cerca de 1,8 metro de comprimento por 1,5 metro de altura, com extremidades curtas; indício de que passava a maior parte do tempo na água. Os poucos fósseis deste mamífero achados até agora no mundo estão no Japão, Sibéria (Rússia), Oregon e Califórnia (EUA) e Baixa Califórnia (México). Viveu no Miocénico.